# Pin Ups
Az 1973-as Pin Ups David Bowie hetedik nagylemeze, egyben az egyetlen olyan, melyen csakis kizárólag feldolgozások hallhatóak.
Noha az album vezette a brit lemezlistát és az eladási mutatói is jók voltak, igen gyenge kritikákat kapott a kritikusoktól. Gyakori kritika az albummal szemben az egyenetlenség, illetve hogy a sok turné miatt kevés idő állt rendelkezésre az album felvételére.
A lemez borítóján Bowie mellett egy modell, Twiggy is szerepel.

## Az album dalai
1. "Rosalyn" (Jimmy Duncan, Bill Farley) (2:27)
2. "Here Comes the Night" (Bert Berns) (3:09)
3. "I Wish You Would" (Billy Boy Arnold) (2:40)
4. "See Emily Play" (Syd Barrett) (4:03)
5. "Everything's Alright" (Nicky Crouch, John Konrad, Simon Stavely, Stuart James, Keith Karlson) (2:26)
6. "I Can't Explain" (Pete Townshend) (2:07)
7. "Friday on My Mind" (George Young, Harry Vanda) (3:18)
8. "Sorrow" (Bob Feldman, Jerry Goldstein, Richard Gottehrer) (2:48)
9. "Don't Bring Me Down" (Johnny Dee) (2;01)
10. "Shapes of Things" (Paul Samwell-Smith, Jim McCarty, Keith Relf) (2:47)
11. "Anyway, Anyhow, Anywhere" (Pete Townshend, Roger Daltrey) (3:04)
12. "Where Have All the Good Times Gone" (Ray Davies) (2:35)

## Helyezések
| Év        | Lista                   | Helyezés |
| --------- | ----------------------- | -------- |
| 1973–1974 | Brit albumlista         | 1        |
| 1973–1974 | US Billboard albumlista | 23       |
| 1973–1974 | Ausztrál albumlista     | 2        |

## Közreműködők
- David Bowie – ének, gitár, szaxofon, szájharmonika, Moog szintetizátor
- Mick Ronson – gitár, zongora, háttérvokál
- Trevor Bolder – basszusgitár
- Aynsley Dunbar – dob
- Mike Garson – zongora, orgona, csemballó, elektromos zongora
- Ken Fordham – szaxofon
- G. A. MacCormack – háttérvokál

### Produkció
- David Bowie – producer
- Ken Scott – producer
- Dennis MacKay – hangmérnök
- Andy Scott – hangmérnök